# Луций Публиций Маллеол
Луций Публи́ций Маллео́л (лат. Lucius Publicius Malleolus; III век до н. э.) — римский политический деятель из плебейского рода Публициев, эдил 240 года до н. э. Занимал должность вместе с братом Марком, организовал поэтические состязания во время праздника Флоралий. О его дальнейшей жизни ничего не известно. 